# Božica Mujović
Božica Mujović (serb. Божица Мујовић; ur. 7 stycznia 1996 w Bijelo Polje) – czarnogórska koszykarka występująca na pozycji rozgrywającej, reprezentantka kraju, obecnie zawodniczka Nissan Al-Qazeres Extremadura.
12 maja 2018 dołączyła do Wisły Can-Pack Kraków. 28 maja 2019 podpisała umowę z hiszpańskim Nissan Al-Qazeres Extremadura.

## Osiągnięcia
Stan na 26 maja 2018, na podstawie, o ile nie zaznaczono inaczej.
Drużynowe
- Mistrzyni:
  - Ligi Adriatyckiej (2016, 2018)
  - Czarnogóry (2011–2018)
  - ligi Reginal Friendly (2013, 2014)
- Brąz Ligi Adriatyckiej (2015, 2017)
- 4. miejsce w Lidze Adriatyckiej (2014)
- Zdobywczyni pucharu Czarnogóry (2011–2018)

Indywidualne
(* – nagrody przyznane przez portal eurobasket.com)
- MVP:
  - ligi:
    - Adriatyckiej (2016)
    - czarnogórskiej (2017)

  - Final Four Ligi Adriatyckiej (2018)
- Zawodniczka, która poczyniła największy postęp w Lidze Adriatyckiej (2016)*[6]
- Najlepsza zawodniczka, występująca na pozycji obronnej Ligi Adriatyckiej (WABA – 2018)*[7]
- Defensywna zawodniczka roku ligi czarnogórskiej (2016)*[8]
- Zaliczona do*:
  - I składu[7]:
    - WABA (2018)
    - defensywnego WABA (2018)
    - ligi czarnogórskiej (2016, 2018)[8][9]

  - II składu:
    - WABA (2017)[10]
    - ligi czarnogórskiej 1A ZCKL (2014, 2015)[11][12]

Reprezentacja
- Uczestniczka:
  - mistrzostw Europy:
    - 2017 – 16. miejsce
    - dywizji B:
      - U–20 (2015 – 4. miejsce, 2016)
      - U–18 (2010 – miejsce, 2014)
      - U–16 (2009 – miejsce)

  - kwalifikacji do Eurobasketu (2017)